# Argumenty i Fakty
Argumenty i Fakty, abgekürzt AIF (russisch Аргументы и факты, abgekürzt АИФ; deutsch: „Argumente und Fakten“) ist die meistgelesene russische Wochenzeitung.

## Geschichte
Das Blatt wurde zu Sowjetzeiten 1978 gegründet, um als propagandistische Argumentationshilfe Lektoren jene Statistiken und Zahlen zu liefern, die in der offiziellen Presse nur schwer zu finden waren. Zu Zeiten von Glasnost war es die auflagenstärkste Zeitung der Welt und wurde als solche im Mai 1990 ins Guinness-Buch der Rekorde mit einer Auflage von 33,5 Millionen Exemplaren eingetragen. Die Freigabe von Druck- und Papierpreisen unter Jegor Gaidar beendete die indirekte staatliche Subventionierung für alle russischen Printmedien. Damit ging auch die Auflage der Argumenty i Fakty deutlich zurück.

## Daten und Fakten
Argumenty i Fakty erscheint im Format A3 in Farbe. Die Auflage liegt eigenen Angaben zufolge heute bei 2,98 Millionen; damit erreiche die Zeitung etwa zehn Millionen Leser. Die Angaben des unabhängigen Medienforschungsinstituts Comcon sind zwar deutlich bescheidener, doch auch sie weisen Argumenty als meistgelesene russische Wochenzeitung (1. Halbjahr 2006) aus: 7,66 Millionen Leser.
Chefredakteur ist Nikolai Sjatkow. Die Argumenty i Fakty werden vom gleichnamigen Verlagshaus herausgegeben, Eigentümer ist die Promswjasbank. In dem Verlagshaus erscheinen eine Reihe von Regionalausgaben für Moskau, Sankt Petersburg, das georgische Tiflis und Belarus sowie die Zeitschrift AIF Europa (russisch: АИФ Европа, AIF Jewropa). Dazu kommen thematische Ableger zu den Themen Gesundheit, Datsche, Mütter und Töchter, Familie, eine Ausgabe für Kinder. Das Hauptblatt, das überregional in Russland herausgegeben wird, wird in den einzelnen Regionen durch eine örtliche Beilage ergänzt, von diesen regionalen Beilagen gibt es insgesamt 25.
Auch die thematischen Ableger haben eine vergleichsweise hohe Leserzahl: AIF Gesundheit (russisch: АИФ Здоровье) bringt es auf 1,5 Millionen Leser, die Datschen-AIF (russisch:АИФ На даче) auf 581.000, AIF Superstars (russisch:АИФ суперзвезды) auf 484.000, AIF Mütter und Töchter (russisch:АИФ Дочки-матери) auf 434.000 und die dem Thema Altern gewidmete AIF für langes Leben (russisch: АИФ Долгожитель) auf 265.000 Leser.